# 中原大学
中原大学（ちゅうげんだいがく、中原大學、Chung Yuan University）は、桃園市中壢区にあるキリスト教の精神に基づいて設立された私立総合大学である。
なお中国の中原大学（中国語）は鄧小平が建学したもので、歴史的に無関係である。

## 歴史
| 年     | 月日 | 事項                           |
| ------ | ---- | ------------------------------ |
| 1955年 | 4月  | 「私立中原理工学院」として開校 |
| 1980年 | 8月  | 「私立中原大学」に昇格         |

## 組織
| | |
| - 理学院部 - 応用数学科 - 物理科 - 化学科 - 心理学科 - バオイテクノロジー学科 - ナノテクノロジー研究センター - 工学部 - 化学工学科 - 土木工学科 - 機械工学科 - 医学工学科 - 生物環境工学科 - 創新育成センター - 機電設備研究開発センター - 製造科技産学複合教育センター - 防災救災工学センター - 薄膜研究開発センタ - 漢方医学科学センター - 模具センター - エネルギーテクノロジーセンター - 骨組織工学研究センター - 環境科学技術発展センター - 生物工学発展センター - 電機情報学部 - 工業工学科 - 電子工学科 - 情報工学科 - 電機工学科 - 電子情報センター | - 法学部 - 財経法律学科 - 商学部 - 企業管理学科 - 国際貿易学科 - 会計学科 - 情報管理学科 - 財務金融学科 - 管理研究所博士課程 - 品質研究センター - ビジネス研究センター - 設計学部 - 建築学科 - 商業設計学科 - 室內設計学科 - 景観学科 - 文化資産研究所 - 設計学研究所博士課程 - 包裝科学芸術センター - 人文教育学部 - 特殊教育学科 - 応用外国語学科 - 応用中国語学科 - 宗教研究所 - 教育研究所 - 教育課程センター - 教養教育センター - 言語センター |

## 教員

### 歴代学長

#### 中原理工学院
| 代    | 氏名   | 任期           |
| ----- | ------ | -------------- |
| 初代  | 郭克悌 | 1954年～1956年 |
| 第2代 | 謝明山 | 1956年～1969年 |
| 代行  | 馮之斅 | 1969年～1971年 |
| 第3代 | 韓偉   | 1971年～1975年 |
| 第4代 | 阮大年 | 1975年～1982年 |

#### 中原大学
| 代    | 氏名   | 任期           |
| ----- | ------ | -------------- |
| 第4代 | 阮大年 | 1975年～1982年 |
| 第5代 | 尹士豪 | 1982年～1991年 |
| 第6代 | 張光正 | 1991年～2000年 |
| 第7代 | 熊慎幹 | 2000年～2006年 |
| 代行  | 錢建嵩 | 2006年         |
| 第8代 | 程萬里 | 2006年～2012年 |
| 代行  | 張光正 | 2012年～2013年 |
| 第9代 | 張光正 | 2013年～       |

### 教授
- 李述德（英語）

- 楊國樞（英語）

## 伝統と校風
- 2016年11月、台湾立法院が台湾での同性婚を合法とする法律の改正を行ったことに際し、中原大学は同大学が「キリスト教の精神に基づいて設立され、神聖な結婚と家族の倫理に関する聖書の教えを支持している」とした上で、大学として同性婚を認めないとする声明を発表した。[1]

## 主な出身者
- 鄧豐洲 - 台湾の詩人、歴史作家、内丹術研究者、環境保護主義者
- レスト・チェン - 映画監督

## 姉妹校
- アメリカ
  - Pittsburg State University （英語）
  - ドレクセル大学
  - サンフランシスコ州立大学
  - オーバーン大学
  - Cleveland State University（英語）
  - ハワイ大学ヒロ校
  - ニューヨーク州立大学オールバニ校
  - Dallas Baptist University（英語）
  - マサチューセッツ工科大学 　
  - ノースカロライナ大学ペンブローク校
  - カリフォルニア州立大学サンマルコス校舎
  - サンノゼ州立大学

- イギリス
  - University of Luton （英語）

- フランス
  - École d'Architecture de Paris Val de Seine （フランス語）
  - プロヴァンス大学 （英語）

- オーストラリア
  - ニューサウスウェールズ大学
  - ウーロンゴン大学
  - スウィンバーン工科大学

- ドイツ
  - Fachhochschule Potsdam （英語）

- 日本
  - 早稲田大学
  - 法政大学
  - 大阪産業大学
  - 東京電機大学
  - 東北工業大学

- 中国
  - 天津大学
  - 青島大学（英語）
  - 陝西師範大学
  - 北京師範大学
  - 華中師範大学
  - 香港珠海書院

- 韓国
  - 檀国大学校
  - 韓世大学校（英語）

- インドネシア
  - Petra Christian University（英語）
  - Satya Wacana Christian University（英語）